# كيث أرمسترونغ (لاعب كرة قدم أمريكية)
كيث أرمسترونغ (بالإنجليزية: Keith Armstrong)‏ هو لاعب كرة قدم أمريكية أمريكي، ولد في 15 ديسمبر 1965 في ترنتون في الولايات المتحدة.